# Viola Sandell
Hulda Maria Wiola Sandell, född 23 september 1910 i Östra Eneby socken, död 4 februari 1999 i Karlstad, var en svensk arbetsvårdsinspektör och socialdemokratisk politiker.
Viola Sandell genomgick LO-skolan i Brunnsvik 1942. Hon blev ombudsman inom Hembiträdesföreningarnas centralkommitté 1941, instruktör i alkoholfrågor vid IOGT 1947 och assistent vid länsarbetsnämnden i Karlstad 1948. Viola Sandell var ledamot av andra kammaren 1953–1970, invald i Värmlands läns valkrets. Hon var också ledamot av den nya enkammarriksdagen från 1971 till 1975. Sandell är gravsatt i minneslunden på Södra griftegården i Linköping.